# Norbert Copray

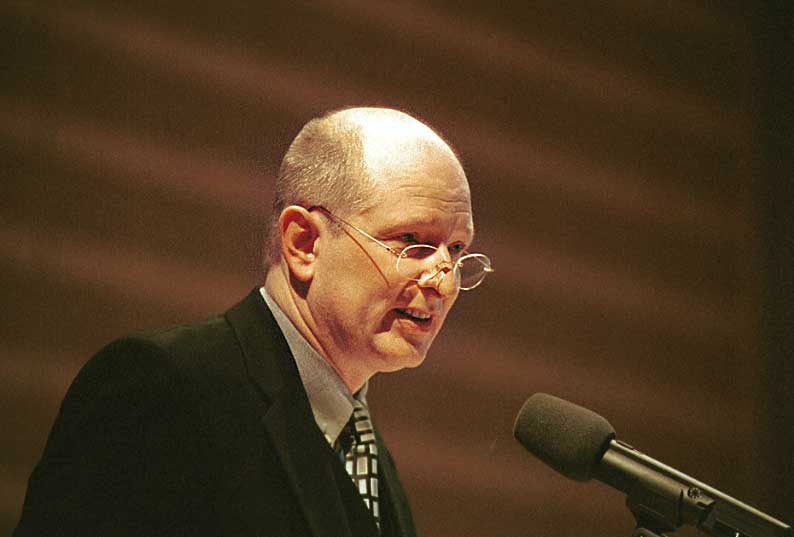
Norbert Copray 2007 beim Vortrag

Norbert Copray (* 5. August 1952 in Hildesheim) ist ein deutscher Philosoph, Sozialwissenschaftler, Theologe, Führungs- und Lehrcoach sowie Publizist.

## Studien und Abschlüsse
Nach dem Abitur 1972 in Hildesheim nahm Norbert Copray das Studium der Philosophie und katholischen Theologie an der Philosophisch-Theologischen Hochschule St. Georgen der Jesuiten in Frankfurt am Main auf und schloss dies 1974 ab. Im Anschluss studierte er ab 1975 im Doppelstudium Philosophie und ökumenische Theologie, Psychologie und Sozialwissenschaften an der Eberhard Karls Universität Tübingen, ab 1976 Philosophie, Religionswissenschaften, Pädagogische Psychologie und Sozialwissenschaften an der Johann Wolfgang Goethe-Universität und Theologie an der Philosophisch-Theologischen Hochschule St. Georgen in Frankfurt am Main. Im Mai 1977 beendete er das Studium der Philosophie (Frankfurter Schule), Sozialwissenschaften und Pädagogischen Psychologie mit dem Magister Artium. Das Studium der Theologie schloss er im Oktober 1977 ab. Anschließend nahm er mit finanzieller Förderung durch die Studienstiftung des deutschen Volkes ein Promotionsstudium auf. Norbert Copray wurde im März 1981 mit seiner Dissertation über Kommunikation und Offenbarung sowie anschließender Disputation zu diesem Thema zum Dr. phil. promoviert.

## Themen und Werke
Norbert Copray hat mehr als 25 Bücher geschrieben oder herausgegeben und über 8.000 Fach- und Sachbuchrezensionen in den Themenfeldern Politik, Gesellschaft, Ethik, Philosophie, Theologie, Pädagogik und Management verfasst. Hinzu kommen zahlreiche Kommentare zu Buch- und Thementrends sowie Analysen des Buch- und Medienmarktes.

### Kommunikation und kommunikative Kompetenz
Seinen wissenschaftlichen Arbeiten liegt eine Theorie der dialogischen und sozialen Kommunikation, der angewandten Ethik, der Lebensphase junger Erwachsener und der Fairness zugrunde. Seine Kernthesen zur Kommunikation sind u. a.:
- Menschliche Kommunikation ist nur richtig begriffen, wenn sie in ihrer dialogischen Grundstruktur (Martin Buber), in ihrem sprachlichen und sozialen Setting (Jürgen Habermas), in ihrem ethischen Anspruch (Ludwig Feuerbach, Karl-Otto Apel, Jürgen Habermas) und in ihrer unverfügbaren Sinnerzeugung (Jürgen Habermas, Martin Buber, Gerhard Ebeling, Johann Baptist Metz) verstanden wird.
- Kommunikation impliziert bereits eine Ethik, die zu Gunsten von Verständigung der praktischen Bestätigung bedarf, welche in einem Vertrauensvorschuss und in solidarischem Handeln realisiert wird. Die kommunikative Kompetenz besteht vor allem darin, gelingende Kommunikation praktisch antizipieren zu können.

### Zukunft und Kompetenz junger Erwachsener
In Coprays Werk Jung und trotzdem erwachsen (zwei Bände, Düsseldorf 1987 und 1989) findet sich einerseits die Anwendung seiner Theorie der kommunikativen Kompetenz, andererseits die Vorbereitung der Fairness-Thematik im Blick auf ein spezielles Lebensalter in der deutschen Gesellschaft. Die Kernthesen:
- Junge Erwachsene der achtziger und neunziger Jahren bilden eine „paradoxe Identität“ aus, mit der sie wegen ihrer großen Kohorte das künftige gesellschaftliche Milieu in den ersten Jahrzehnten des 21. Jahrhunderts deutlich prägen werden.
- Das führt zu changierenden Rollen und Verhaltensmustern sowie zur Ambivalenz von Persönlichkeit zwischen Subjekt- und Passivsein.
- Die kognitive Dissonanz wird sich infolgedessen weiter ausbreiten.

- Gemeint ist damit: Wenn Personen Entscheidungen getroffen, etwas gedacht, gesagt oder getan haben, was ihren innersten Überzeugungen, Werten und Gefühlen zuwiderläuft, bieten Menschen ein ganzes Arsenal an Vorurteilen, Selbstüberredungen, Rationalisierungen, Selbstbetrügereien und Grabenkämpfen auf, um diesen unangenehmen Zustand zu reduzieren oder gar ganz zum Verschwinden zu bringen – und das nur, um sich vor sich selbst zu rechtfertigen, nicht im emotionalen Konfliktzustand der Dissonanz zu bleiben, sich nicht schämen und keinen Gesichtsverlust erleiden zu müssen. So werden die Menschen versuchen, mit Widersprüchen in ihrem Leben und in der globalisierten Gesellschaft zurechtzukommen.

- Traditionsmuster werden zerbrechen, Krisenverläufe zunehmen und die persönliche, soziale, berufliche und ökonomische Existenz wird in der Fläche prekär werden.
- Demgegenüber hilft nur eine offene, transparente und heilsam wirkende Kultur, die Brüche und Widersprüche in Menschen und in ihrem Handeln akzeptiert, um gemeinsam Wege im rücksichtsvollen Umgang miteinander zu größerer Authentizität und Souveränität, zu solidarischem und ökoverträglichem Handeln zu finden.

In seinem Werk hat Copray so verschiedene Phänomene und Strukturelemente analysiert und prognostiziert, wie sie sich teilweise erst heute in der Breite der Betroffenheit abzeichnen. Außerdem wurde eine transaktionsanalytische Theorie und ihre Anwendung bezogen auf die Sozialisierung von jungen Erwachsenen entwickelt und für die Begleitung und Beratung junger Erwachsener, auch junger und künftiger Führungskräfte, nutzbar gemacht.

### Diagnose eines unfairen Systems
Mit dem Buch „Mobbing und Missbrauch in der Kirche. Zur Schadenserkennung und Schadensbegrenzung“ (zusammen mit Anton Bittler. Oberursel 1999) und anderen Beiträgen zu kirchlichen Strukturen hat Copray zehn Jahre vor den öffentlich gewordenen Missbräuchen in Kirchen und Heimen und anderen Einrichtungen die traumatisierende Unfairness in kirchlichen Organisationen dargestellt, deren Hintergrund ausgeleuchtet und auf präventive Maßnahmen hingewiesen. Missbrauch und Mobbing sind für ihn Ausprägungen unfairer Attacken, was später in seine Theorie vom „System der Unfairness“ und von den „unfairen Attacken“ integriert wurde.

### Fairness-Theorie und -Praxis
Seine praktisch erprobte Theorie zur Fairness hat er 2010 in „Fairness. Der Schlüssel zu Kooperation und Vertrauen“ (Gütersloh) veröffentlicht. Als Pionier der Fairness-Philosophie basiert das Werk auf einer praktisch relevanten und anwendbaren Fairness-Theorie, die mit aktuellen Zuständen in Gesellschaft, Wirtschaft, Politik, in Unternehmen und Organisationen, in Schulen und Nachbarschaften verknüpft wird. Copray vermittelt entscheidende Kenntnisse, um für Fairness nachhaltig eintreten zu können. Seine Kernthesen:
- Menschen verfügen über eine „Fairness-Intuition“, die eine biologische Basis hat und sich durch entsprechende Sozialisation zu einem wichtigen und hilfreichen „Fairness-Kompass“ entwickelt.
- Durch diverse Störungen in der frühen Sozialisation, durch Psychotricks und gesellschaftlich-wirtschaftliche Prozesse wird die Fairness-Intuition irritiert.
- Sie muss von den Menschen selbst geachtet, entwickelt und möglichst in „Fairness-Kompetenz“ überführt werden, um nachhaltig für Fairness-Qualität im sozialen Umfeld, in Organisationen und in der Gesellschaft einzutreten.

Das „Fairness-Fiasko“ besteht aus einem sich parasitär in einer Organisation oder Gesellschaft ausbreitenden „System der Unfairness“, das Menschen mit einer „Fairness-Falle“ unterschiedlicher Ausprägung ködert. Um dagegen zu halten, präventiv zu wirken und belastbare Fairness-Qualität zu erreichen, muss eine „Fairness-Kompetenz“ entwickelt werden, die „Fairness-Professionalität“ ermöglicht.
Diese bleibt allerdings unwirksam und wird nicht überzeugen hängt allerdings in der Luft, wenn sie nicht an ein „Fairness-Ethos“ rückgebunden ist. Wird eine belastbare Fairness-Qualität erreicht, multipliziert der „Fairness-Faktor“ finanzielle, fachliche und andere Ressourcen zu Gunsten von Kooperation, Vertrauen und nachhaltigem Erfolg.

### Coaching als Persönlichkeitsbildung
Darüber hinaus entwickelte Copray einen eigenen Coachingansatz auf der Basis breiter, humanistischer Bildung des Coaches. Im Vordergrund steht die effiziente Begleitung von Führungskräften bei der Entwicklung ihrer Führungspersönlichkeit. Die Anwendung einer Methode muss nach Copray immer eingebunden sein in kritische und wertschätzende Selbstreflexion, Selbstkorrektur und persönliche Reifung. Damit wendet er sich auch gegen ein rein auf Methoden- und Zielerreichung reduziertes Coaching, das die Entwicklung der Persönlichkeit zu wenig berücksichtigt oder außer Acht lässt.

## Freiberufliche Tätigkeiten
Während der letzten Studiensemester arbeitete Copray als Assistent bei Rupert Lay und kam auf diese Weise mit Managern in der deutschen Wirtschaft in Berührung, für die er beratend und begleitend tätig wurde. Zugleich begleitete und beriet er Führungsspitzen von sozialen und kirchlichen Organisationen sowie Behörden. Ab Beginn des Promotionsstudiums 1977 war und ist Copray freiberuflich als Berater und Begleiter, später auch als Coach für Führungskräfte tätig. Ab 1977 entwickelte Copray das Rezensionswesen von Publik-Forum, das er bis heute leitet.
Außerdem nahm er (bis 1989) einen Lehrauftrag an der Oberstufe eines Frankfurter Gymnasiums für Ethik und Religion wahr. Parallel hielt er Vorträge und Seminare in der Erwachsenenbildung, realisierte Lehraufträge an der Universität Frankfurt, war mehrfach Dozent an Akademien, veröffentlichte als freier Journalist und Publizist zahlreiche Artikel und Bücher, schrieb Sendungskonzepte, Drehbücher und realisierte Sendungen im Bereich der Bildungsredaktion des Hessischen Rundfunks (Aufnahme, Sprecher, Moderation; 1978 bis 1983). Am Hessischen Institut für Lehrerfortbildung führte er zwischen 1979 und 1987 Fortbildungen, Tagungen und Supervisionen für Lehrer durch.
1981 gründete Copray das Netzwerk CTC personal improvement für Coaching, Training und Counseling. Er nahm an einer mehrjährigen Fortbildung in transaktionsanalytischer Psychotherapie (DGTA) teil und arbeitete bis 1995, zunächst unter Supervision, therapeutisch für Einzelne und Paare.
1982 startete er mit der Bildungsarbeit für junge Erwachsene für das Bistum Limburg und leitete sie bis 1999. Dazu erschien 1987 und 1989 sein Werk „Jung und trotzdem erwachsen“ in zwei Bänden, in dem erstmals das Lebensalter der jungen Erwachsenen zwischen 18 und 35 Jahren sozialpsychologisch, politisch und programmatisch aufgearbeitet und für Bildungsarbeit transparent gemacht wurde.
Von 1995 bis 2004 gab er gemeinsam mit Rupert Lay den „Ethik-Letter“ heraus und übernahm dessen Chefredaktion. Die Zeitschrift „Chefposition“, erschienen im Orgenda-Verlag, begleitete Copray 2003 bis 2006 als Chefredakteur. 2000 gründete Copray die Fairness-Stiftung als gemeinnützige GmbH mit Rupert Lay als erstem Vorsitzenden (bis 2004) des Kuratoriums und ist seitdem deren geschäftsführender Direktor. Die Fairness-Stiftung will dazu beitragen, die Fairness-Qualität in Wirtschaft, Gesellschaft, Politik und Kultur zu steigern, die dafür erforderlichen theoretischen und praktischen Kenntnisse vermitteln sowie zu verbesserten Bedingungen für faires Handeln beitragen. Sie wendet sich in erster Linie an Verantwortungsträger in Unternehmen, Organisationen und Behörden, die Fairness in ihren jeweiligen Bereichen maßgeblich beeinflussen und fördern können.
Copray war Mitglied in der Jury für die Vergabe des „Deutschen Preises für Wirtschaftsethik“ im Rahmen des Projekts „ethics in business“ der Compamedia AG, in der Jury der Erich Fromm Gesellschaft für die Vergabe des „Erich Fromm Preises“, außerdem im Deutschen Kniggerat und engagierte sich im Beirat der Stiftung „Sonne für Kinder“ der City Solar AG. Seit 2006 ist er Herausgeber und Gesellschafter der Zeitschrift Publik-Forum im Auftrag der Leserinitiative Publik-Forum e. V.

## Publikationen (Auswahl)
- An Widersprüchen wachsen. Im Zwiespalt von Geld und Liebe, Moral und Ethik, Kommunikation und Internet, Geist und Ungeist. Oberursel 2015
- Fairness. Der Schlüssel zu Kooperation und Vertrauen. Gütersloh 2010.
- Baustelle Christentum. Glaube und Theologie auf dem Prüfstand. Herausgeber und Mitautor, Mainz 2009.
- Mobbing und Missbrauch in der Kirche. Zur Schadenserkennung und Schadensbegrenzung. Zusammen mit Anton Bittler herausgegeben. Oberursel 1999.
- Die Stärkeren im Recht? Der alltägliche Lebenskampf. Herausgeber und Mitautor u. a. mit Thea Bauriedl, Hans-Joachim Maaz, Anke Martiny, Klaus Wahl, Horst-Eberhard Richter, Kösel, München 1992.
- Ist das alles? Frauen zwischen Erfolg und Sehnsucht. Herausgeber und Mitautor u. a. mit Bärbel Bohley, Freya Klier, Elga Sorge, Irene Kummer und Rita Süssmuth. Kösel, München 1991.
- Immer mehr? Die Verführung zur Sucht. Herausgeber und Mitautor u. a. mit Horst-Eberhard Richter, Ingrid Riedel, Michael May, Anne Wilson Schaef, Kösel, München 1991.
- Hoffnung schaffen. Herausgeber und Mitautor. Fischer-Taschenbuch, Frankfurt am Main 1989.
- Jung und trotzdem erwachsen. Band 2: Zu Umgang und Arbeit mit jungen Erwachsenen in der Zukunftskrise. Patmos, Düsseldorf 1988
- In Hoffnung widerstehen. Wege aus der Krise. Kösel, München 1988.
- Jung und trotzdem erwachsen. Band 1: Zur Situation junger Erwachsener in der Zukunftskrise. Patmos, Düsseldorf 1987.